# Scotty Bowers
George Albert «Scotty» Bowers (Ottawa, 1 de julio de 1923-Los Ángeles, 13 de octubre de 2019), conocido como Scotty Bowers, fue un infante de marina de los Estados Unidos y, entre las décadas de los años 1940 a 1980, proxeneta en Hollywood. Las historias de sus hazañas circularon durante muchos años, y fueron aludidas en libros. Las afirmaciones de Bowers fueron recibidas con elogios y escepticismo.
Bowers decidió hablar públicamente sobre su vida cuando la mayoría de las personas involucradas estaban muertas y, en sus palabras, «La verdad ya no puede lastimarlas».
En 2012, la publicación de sus memorias, Full Service, atrajo publicidad, incluyendo un perfil en The New York Times, y una crónica en CBS News Sunday Morning.

## Vida y carrera
Bowers nació en Ottawa, Illinois, hijo de Glen Bowers y Edna Ostrander. Después de abrirse camino a través de la Gran Depresión en Chicago, luchó en el Pacífico, incluso en la Batalla de Iwo Jima, como un paramarino (paracaidistas de la Marina) en el Cuerpo de Marines durante la Segunda Guerra Mundial, perdiendo a su hermano y dos amigos cercanos. Según sus memorias, su carrera sexual comenzó en 1946 mientras trabajaba como asistente en la estación de servicio Richfield Oil ubicada en 5777 Hollywood Boulevard, en la esquina de Van Ness Avenue.
En 1950 Bowers dejó de trabajar en la estación de servicio y comenzó a trabajar como cantinero de fiestas, mientras continuaba con sus servicios sexuales. También afirmó haber proporcionado mujeres, en su mayoría prostitutas, a Alfred Kinsey como entrevistadas para su estudio sobre sexualidad humana. Sus actividades ilícitas nunca fueron detectadas y Bowers nunca fue procesado por las autoridades por sus actividades; mantuvo toda su información de contacto en su cabeza. El actor Beach Dickerson le regaló tres casas a Bowers. En su autobiografía, Bowers afirmó que el cinematógrafo Néstor Almendros le legó su Óscar.
Bowers terminó este negocio a principios de los años 1980 cuando comenzó la epidemia de SIDA, aunque continuó trabajando como personal de mantenimiento y camarero. En 1984, se casó con la cantante de cabaret Lois Broad, diez años menor que él. Ella murió en 2018. Bowers murió en su casa en Los Ángeles el 13 de octubre de 2019 a la edad de 96 años. La causa de la muerte fue insuficiencia renal.

## Apoyo de afirmaciones
Según el crítico de cine Peter Debruge, escribiendo para Variety en 2006: «Todos conocen a Scotty. Después de todo, ha estado sirviendo bebidas a la multitud de Beverly Hills durante casi 60 años, trabajando en una fiesta diferente casi todas las noches de la semana, a veces dos al día». Gore Vidal, manteniendo que el relato de Bowers era preciso, habló en el lanzamiento oficial de las memorias; fue la última aparición pública de Vidal antes de su muerte. Robert Benevides, pareja del actor Raymond Burr, dijo a LA Weekly: «A Scotty simplemente le gustaba hacer feliz a la gente». El director de cine John Schlesinger y el periodista de investigación y novelista Dominick Dunne también respaldaron las afirmaciones de Bowers.
Joan Allemand, exdirectora artística del Distrito Escolar Unificado de Beverly Hills, que conoció a Bowers durante más de 20 años y le presentó al posterior coescritor de sus memorias, Lionel Friedberg, dijo: «Scotty no miente sobre nada. Es un niño pobre de una granja en Illinois, y cuando llegó aquí, sus dos activos eran su gran pene y su encantadora personalidad. Eso es lo que solía alimentar a su familia». Sir Cecil Beaton escribió sobre sus encuentros sexuales con Bowers en su diario en la década de 1960, donde lo llamó «un fenómeno», mientras Debbie Reynolds escribió en sus memorias que Milton Berle lo empleó para una broma de fiesta. Bowers aparece en la novela en clave de 1963 La ciudad de la noche de John Rechy como el personaje «Smitty». Un perfil en el New York Social Diary decía: «Todos los clientes estuvieron de acuerdo en que era "muy bueno" en lo que hizo, y muy agradable ... Y muy discreto. No discriminó. Incluso tenía un cliente habitual desde hace mucho tiempo ... que no tenía brazos ni piernas ... El Scotty que conocía era un tipo que siempre parecía estar disfrutando su vida trabajando mañana, tarde y noche, sin quejarse, siempre con una sonrisa para saludarte, y nunca con un hacha. Después de toda una vida en Hollywood, es una hazaña notable y su propio tipo de Zen».
Se ha sugerido que algunos rechazaron las afirmaciones de Bowers no solo porque «prácticamente todas las personas de las que habla han muerto», sino porque «muchos en la industria todavía se aferran a una versión del pasado mojigata, homofóbica y manufacturada». Según Matt Tyrnauer, director de un documental sobre Bowers, es simplemente una prueba del «poder duradero de la máquina del mito [de Hollywood] ... creada allí, por extraños, inmigrantes mismos que eran peleteros y fabricantes de guantes que proyectaban una mentira de una imagen inventada del americanismo blanco ... Creo que hay muchas personas que quieren aferrarse a eso».
El autor William J. Mann, quien entrevistó a Bowers para una biografía de Katharine Hepburn, dijo: «Lo encontré franco y honesto y no interesado en la fama o ganancia personal». En ese momento rechazó la oferta de Mann de escribir sobre él o presentarle a un agente literario. El autor y periodista Tim Teeman, quien también entrevistó a Bowers, escribió que «tan sincero como Bowers fue, también fue respetuoso, y cuando se trataba de sexo y sexualidad sin vergüenza ni juicio».

## Otros escritos y apariciones
Bowers fue el autor de la introducción de una colección de fotografías de archivo de demostraciones de afecto masculino en el ejército, My Buddy: World War II Laid Bare. En marzo de 2016, escribió un perfil de sí mismo para el blog Guest of a Guest. También aparece en la biografía de Gore Vidal, In Bed With Gore Vidal. Bowers también ayudó a varios autores, incluido el biógrafo de Vincente Minnelli Mark Griffin, y William J. Mann, autor de Behind the Screen: How Gays and Lesbians Shaped Hollywood.

## En la cultura popular
Un personaje basado en Bowers durante el apogeo de la operación de su estación de servicio es interpretado por Dylan McDermott en la miniserie de 2020 de Ryan Murphy en Netflix, Hollywood.
Un documental fue realizado sobre Bowers, titulado Scotty and the Secret History of Hollywood (2017), dirigido por Matt Tyrnauer. En The Hollywood Reporter, su crítico comentó: «En cierto momento, cualquiera que lea el libro de Bowers o vea esta película tiene que decidir si creerle o no. En esta etapa, no hay razón para no hacerlo; Scotty no parece remotamente como un fanfarrón o alguien desesperado por un poco de fama tardía en la vida ... Cuando Scotty dice que le gusta hacer feliz a la gente, claramente se incluye a sí mismo, y parece que lo ha hecho con creces».
En julio de 2020, se anunció que Searchlight Pictures había adquirido los derechos del documental y estaba desarrollando una película basada en la vida de Bowers. Luca Guadagnino fue contratado para dirigir, con Seth Rogen y Evan Goldberg escribiendo el guion.